# Willem Jeths
Willem Jeths (Amersfoort, 31 augustus 1959) is een Nederlands componist.

## Opleiding
Jeths begon zijn muzikale carrière in zijn jeugd met pianoles en lessen muziektheorie op de Amersfoortse Muziekschool bij Paul Seelig. Hij studeerde aanvankelijk schoolmuziek aan het Sweelinck Conservatorium in Amsterdam, van 1980 tot 1982. Hij ging daarna verder met compositie aan het Utrechts Conservatorium bij Hans Kox en Tristan Keuris. Hij studeerde af bij Tristan Keuris in 1988. Naast zijn compositiestudie studeerde hij muziekwetenschap aan de Universiteit van Amsterdam. Hij studeerde af met een doctoraalscriptie over de componiste Elisabeth Kuyper (1877-1953) die later ook werd gepubliceerd in het boek Zes vrouwelijke componisten.

## Activiteiten
Jeths is docent compositie aan het Conservatorium van Amsterdam sinds 2007. Hij was docent compositie aan het Fontys Conservatorium in Tilburg van 2003 tot 2007. Tijdens het seizoen 2004-2005 was hij composer-in-residence bij Het Gelders Orkest en het Brabants Orkest en tijdens het seizoen 2006-2007 bij het Orkest van het Oosten. In 2000 was er een driedaags Willem Jeths Festival in Rotterdam. Op 28 november 2014 werd hij door auteursrechtenorganisatie Buma uitgeroepen tot de eerste Componist des Vaderlands. Op 13 oktober 2016 werd hij opgevolgd door Mayke Nas

## Composities
Jeths heeft veel kamermuziek geschreven, maar zijn voorkeur gaat uit naar het schrijven voor orkest, vooral vanwege zijn speciale omgang met orkestrale kleur.
Enkele werken zijn:
- Symfonie Nr. 1 (2012) - voor orkest en mezzo-sopraan, opdracht van de Zaterdag Matinee concert series van hetConcertgebouw in Amsterdam.
- Metanoia (2012) - voor symfonieorkest in opdracht van Holland Symfonia.
- Scale -le tombeau de Mahler- (2010) - geschreven in opdracht van het Koninklijk Concertgebouworkest.
- Monument to a universal marriage (2011) - voor strijkkwartet, klarinet en twee stemmen, geschreven in opdracht van de gemeente Best.
- Hôtel de Pékin - dreams for a dragon queen (2008) - een opera op een libretto van libretto Friso Haverkamp, waarvan de première was in 2008 ter gelegenheid van de opening van het nieuwe operatheater in Enschede.
- MEME (2006) - voor twee altviool en ensemble.
- Intus Trepidare (2003) - zijn derde strijkkwartet in opdracht van het Kronos Quartet.
- Flügelhorn Concerto (2002) - in opdracht van het Koninklijk Concertgebouworkest.
- Chiasmos (2000) - een piano trio geschreven in opdracht van het Osiris Trio.
- Vertooning (1997) - voor harp solo, geschreven in opdracht voor de harpiste Godelieve Schrama, die in 1994 de Philip Morris Finest Selection voor muziek kreeg.
- Fas/Nefas (1997) - pianoconcert, in opdracht van het symfonieorkest van Osaka, Japan.
- Throb (1995) - voor symfonieorkest, voor het Rotterdams Philharmonisch Orkest
- A bout de souffle (1993) - voor het Asko Ensemble, uitgevoerd tijdens een tournee door de Benelux, Duitsland en Frankrijk in 1993.
- Arcate (1990) - voor het Raphaël Strijkkwartet, in opdracht van de VARA-Matinee

## Prijzen en onderscheidingen
Jeths won de Prijs voor Compositie van het Utrechts Conservatorium in 1988. Zijn compositie Novelette voor viool en piano (1986) werd geselecteerd voor de ISCM Wereld Muziekdagen in 1990 in Oslo. Tijdens het Carl-Maria-von-Weber-Wettbewerb für Streichquartettkompositionen in Dresden in 1991 werd hij onderscheiden met een erediploma voor Arcate (1990) voor strijkkwartet. Het jaar erna kreeg hij een onderscheiding voor hetzelfde stuk, nu in de versie voor strijkorkest (1991) van de Music for string compositions competition van het Oare String Orchestra in Kent. 
Luisteraars van de concertzender kozen zijn werk Novelette (1986) als tweede stuk tijdens een competitie ter gelegenheid van het 80-jarig bestaan van de BUMA in 1993. In 1996 behaalde Jeths de tweede en derde prijs op het Internationaler Wiener Kompositionswettbewerb voor zijn vioolconcert Glenz (1993) en zijn pianoconcert (1994; geschreven voor Folke Nauta en het Nederlands Studenten Orkest). In 2014 is de Amsterdamprijs voor de Kunst aan hem toegekend.